# Епархия
Епа́рхия (от гръцки: ἐπαρχία) в християнството е административно-териториална единица, начело на която стои архиерей – епископ, архиепископ, митрополит.
В гръцките църкви се използва терминът ἤ Επισκοπή (епископи).
В Римокатолическата църква епархията е наричана още диоцез (на латински: dioecesis, диоцезис), начело на който стои архиерей (епископ или архиепископ). Диоцез, който се възглавява от архиепископ, се нарича архидиоцез.

## БПЦ и МПЦ
Днес Българската православна църква и Македонската православна църква използват названието епархия за обозначаване на най-големите си административно-териториални единици. Те от своя страна се разделят на архиерейски наместничества. Начело на епархията стои митрополит.
Българската православна църква понастоящем има 13 вътрешни епархии (в страната), 2 външни епархии – за българите в чужбина, и няколко български църковни наместничества, намиращи се на пряко подчинение на Светия синод на БПЦ.
Македонската православна църква понастоящем има 8 вътрешни епархии и 4 задгранични епархии.